# Memphis Grizzlies 2013-2014
La stagione 2013-14 dei Memphis Grizzlies fu la 19ª nella NBA per la franchigia.
I Memphis Grizzlies arrivarono terzi nella Southwest Division della Western Conference con un record di 50-32. Nei play-off persero al primo turno con gli Oklahoma City Thunder (4-3).

## Draft
| Giro | Scelta | Giocatore       | Ruolo | Naz.                   | Università/Squadra |
| ---- | ------ | --------------- | ----- | ---------------------- | ------------------ |
| 2    | 41     | Jamaal Franklin | G     | Stati Uniti (bandiera) | SDSU Aztecs        |

## Roster
| N° | Naz.                   | Ruolo | Sportivo         | Anno | Alt. | Peso |
| -- | ---------------------- | ----- | ---------------- | ---- | ---- | ---- |
| 1  | Stati Uniti (bandiera) | G     | Seth Curry       | 1990 | 188  | 84   |
| 3  | Stati Uniti (bandiera) | A     | James Johnson    | 1987 | 206  | 111  |
| 5  | Stati Uniti (bandiera) | G     | Courtney Lee     | 1985 | 196  | 91   |
| 7  | Stati Uniti (bandiera) | G     | Jerryd Bayless   | 1988 | 191  | 91   |
| 7  | Stati Uniti (bandiera) | G     | Darius Morris    | 1991 | 193  | 86   |
| 9  | Stati Uniti (bandiera) | G     | Tony Allen       | 1982 | 193  | 97   |
| 11 | Stati Uniti (bandiera) | G     | Mike Conley      | 1987 | 185  | 82   |
| 12 | Grecia (bandiera)      | G     | Nick Calathes    | 1989 | 198  | 97   |
| 13 | Stati Uniti (bandiera) | A     | Mike Miller      | 1980 | 203  | 99   |
| 19 | Slovenia (bandiera)    | G     | Beno Udrih       | 1982 | 191  | 93   |
| 20 | Stati Uniti (bandiera) | GA    | Quincy Pondexter | 1988 | 198  | 102  |
| 21 | Stati Uniti (bandiera) | A     | Tayshaun Prince  | 1980 | 206  | 98   |
| 22 | Stati Uniti (bandiera) | G     | Jamaal Franklin  | 1991 | 196  | 87   |
| 30 | Stati Uniti (bandiera) | A     | Jon Leuer        | 1989 | 208  | 103  |
| 32 | Stati Uniti (bandiera) | A     | Ed Davis         | 1989 | 208  | 102  |
| 33 | Spagna (bandiera)      | C     | Marc Gasol       | 1985 | 216  | 120  |
| 41 | Grecia (bandiera)      | C     | Kosta Koufos     | 1989 | 213  | 120  |
| 50 | Stati Uniti (bandiera) | A     | Zach Randolph    | 1981 | 206  | 115  |

## Staff tecnico
- Allenatore: Dave Joerger
- Vice-allenatori: Elston Turner, Duane Ticknor, Bob Thornton, Shawn Respert
- Vice-allenatore per lo sviluppo dei giocatori: Mark Sanford
- Preparatore fisico: Chattin Hill
- Preparatore atletico: Drew Graham
- Assistente preparatore atletico: Jim Scholler

## Classifiche

### Southwest Division
| Pos | Squadra           | V  | P  | PCT  | GB   | C     | T     | DIV  | PG |
| --- | ----------------- | -- | -- | ---- | ---- | ----- | ----- | ---- | -- |
| 1.  | San Antonio Spurs | 62 | 20 | .756 | -    | 32-9  | 30-11 | 12-4 | 82 |
| 2.  | Houston Rockets   | 54 | 28 | .659 | 8.0  | 33-8  | 21-20 | 11-5 | 82 |
| 3.  | Memphis Grizzlies | 50 | 32 | .610 | 12.0 | 27-14 | 23-18 | 4-12 | 82 |
| 4.  | Dallas Mavericks  | 49 | 33 | .598 | 13.0 | 26-15 | 23-18 | 9-7  | 82 |
| 5.  | N.O. Pelicans     | 34 | 48 | .415 | 28.0 | 22-19 | 12-29 | 4-12 | 82 |

### Western Conference
| Pos                 | Squadra             | V  | P  | PCT  | GB   | PG |
| ------------------- | ------------------- | -- | -- | ---- | ---- | -- |
| 1.                  | San Antonio Spurs*  | 62 | 20 | .756 | -    | 82 |
| 2.                  | Oklahoma Thunder*   | 59 | 23 | .720 | 3.0  | 82 |
| 3.                  | L.A. Clippers*      | 57 | 25 | .695 | 5.0  | 82 |
| 4.                  | Houston Rockets     | 54 | 28 | .659 | 8.0  | 82 |
| 5.                  | Portland T. Blazers | 54 | 28 | .659 | 8.0  | 82 |
| 6.                  | G.S. Warriors       | 51 | 31 | .622 | 11.0 | 82 |
| 7.                  | Memphis Grizzlies   | 50 | 32 | .610 | 12.0 | 82 |
| 8.                  | Dallas Mavericks    | 49 | 33 | .598 | 13.0 | 82 |
| Escluse dai playoff |                     |    |    |      |      |    |
| 9.                  | Phoenix Suns        | 48 | 34 | .585 | 14.0 | 82 |
| 10.                 | Minnesota T'wolves  | 40 | 42 | .488 | 22.0 | 82 |
| 11.                 | Denver Nuggets      | 36 | 46 | .439 | 26.0 | 82 |
| 12.                 | N.O. Pelicans       | 34 | 48 | .415 | 28.0 | 82 |
| 13.                 | Sacramento Kings    | 28 | 54 | .341 | 34.0 | 82 |
| 14.                 | L.A. Lakers         | 27 | 55 | .329 | 35.0 | 82 |
| 15.                 | Utah Jazz           | 25 | 57 | .305 | 37.0 | 82 |